# Aleksandr Ivanov (konstnär)

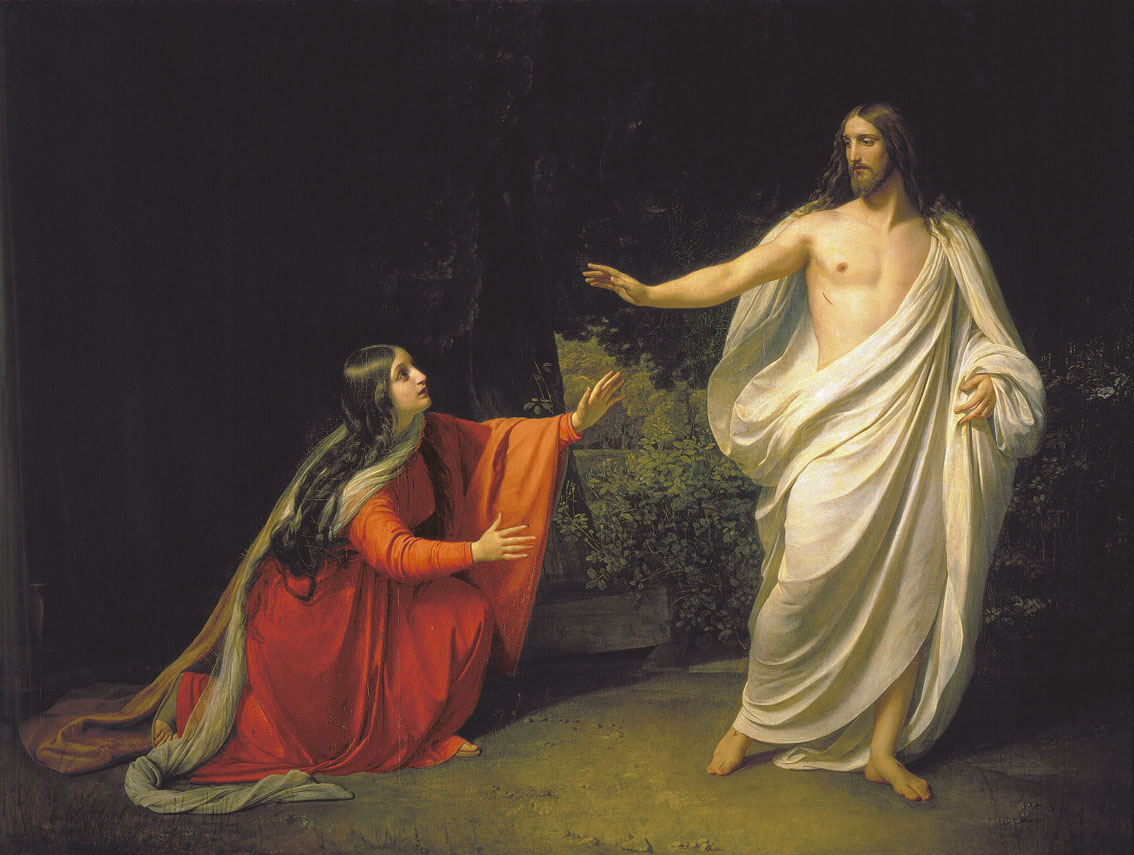
Den uppståndne Kristus visar sig för Maria Magdalena

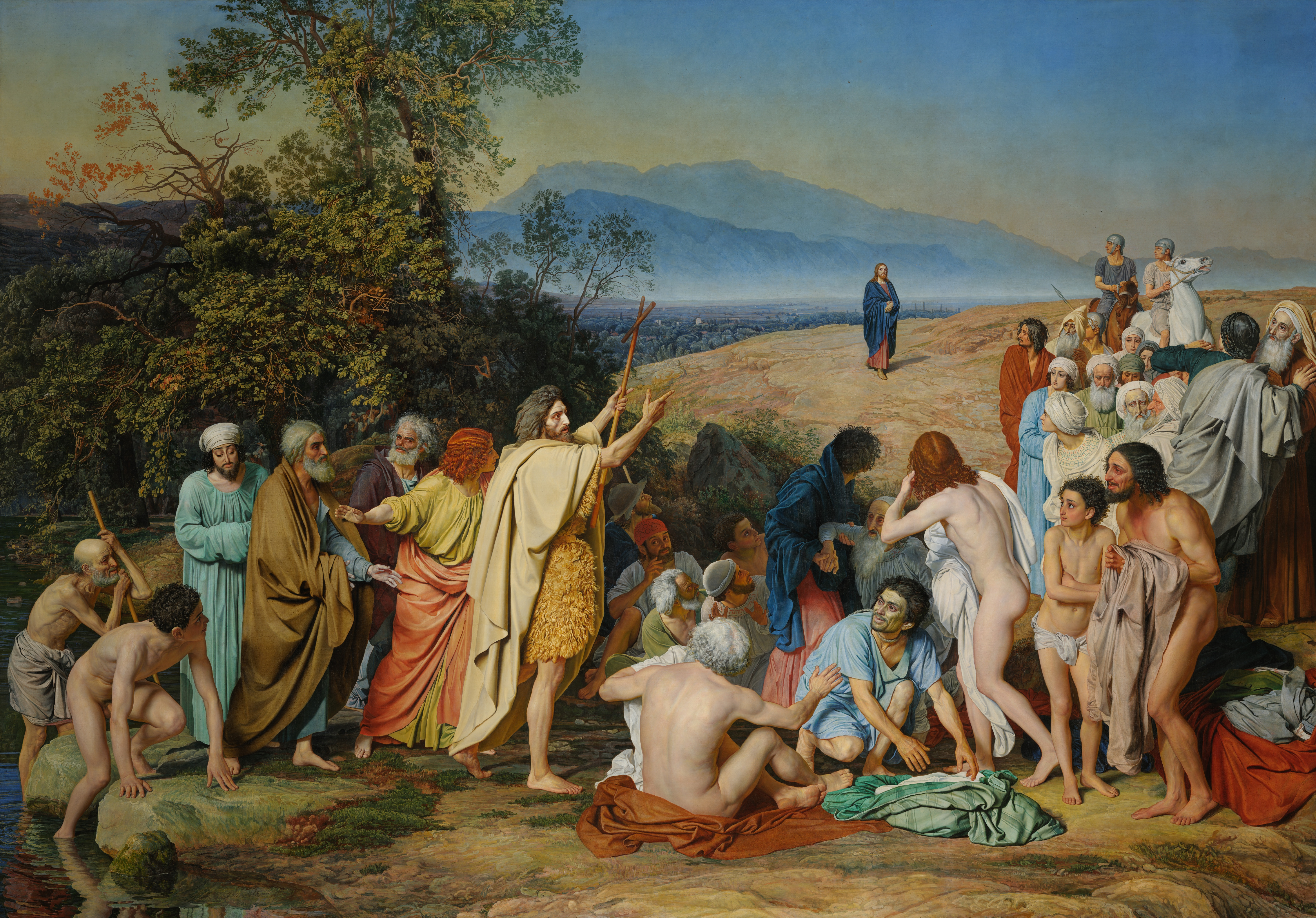
Kristus visar sig för folket

Aleksandr Andrejevitj Ivanov (ryska: Александр Андреевич Иванов), född 28 juli (gamla stilen: 16 juli) 1806 i Sankt Petersburg, död där 15 juli (gamla stilen: 3 juli) 1858, var en rysk målare.
Ivanov studerade vid ryska konstakademien under ledning av sin far, professor i måleri, och fick 1827 stora guldmedaljen för sin duk Josef i fängelset tydande drömmar. Han bosatte sig i Rom efter 1830, fördjupade sig i bibliska studier, avslutade 1834 sin berömda tavla Den uppståndne Kristus visar sig för Maria Magdalena (nu i Eremitaget) och ägnade hela sitt återstående liv åt verket Kristus visar sig för folket. År 1858 utställdes den i början mycket omstridda jätteduken i Sankt Petersburg. Då Ivanov plötsligt dött i kolera, inköptes konstverket av Alexander II och skänktes åt offentliga museet i Moskva, där det förvaras jämte en mängd bibliska förstudier och skisser.